# Poughkeepsie (ville)
Pour la cité, voir Poughkeepsie.
Poughkeepsie est une ville (town) américaine situé dans le comté de Dutchess, dans l'État de New York.